# Herberto de Bosham

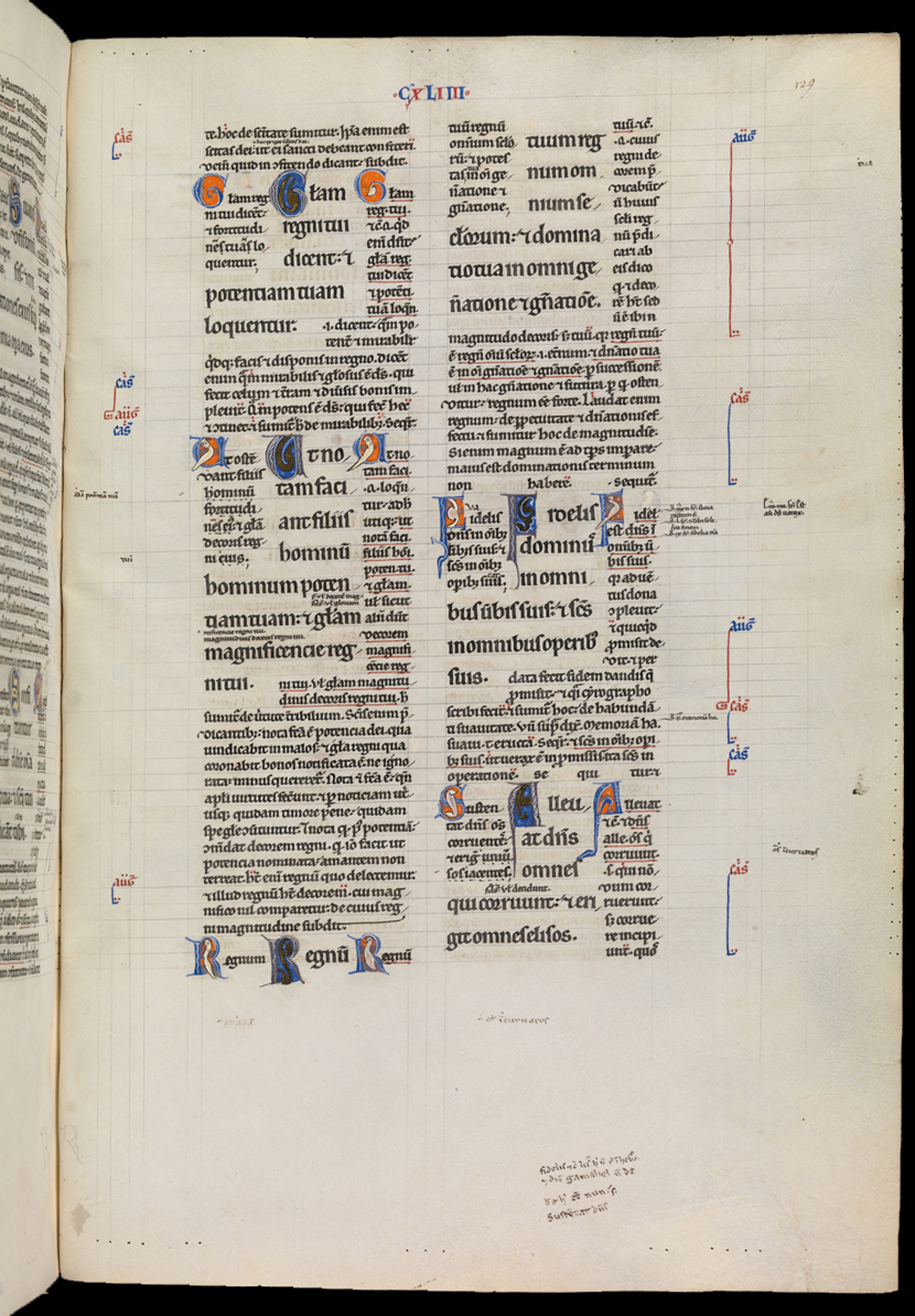
Fólio de um manuscrito dos Comentários sobre os Livro dos Salmos (parte II) de Herberto de Bosham.

Herberto de Bosham (em latim: Herbertus de Boseham; em inglês:  Herbert of Bosham; fl. 1162–1189) foi um biógrafo de Thomas Becket do século XIII que era o principal acadêmico entre seus auxiliares. Não se sabe quando nasceu e nem quando morreu, mas, por conta de seu nome, é provável que tenha nascido em Bosham, Sussex. Estudou teologia em Paris, onde foi aluno de Pedro Lombardo, tornando-se depois no responsável por introduzir as "Sentenças" na Inglaterra.

## Companheiro de Becket
Herberto provavelmente se juntou à casa de Becket antes de 1162 pois, quando ele foi alçado à posição de arcebispo de Cantuária naquele ano, Herberto foi imediatamente promovido a conselheiro, responsável por aconselhá-lo em suas funções e dirigir seus estudos sobre as Escrituras.
Permaneceu sempre próximo do arcebispo durante os árduos e turbulentos anos de seu episcopado e exílio quase que até o trágico final na Catedral de Cantuária. Tendo retornado à Inglaterra com Becket em dezembro de 1170 e permaneceu com ele até ser enviado de volta à França numa missão junto ao rei. Herberto implorou em vão para permanecer junto de seu mestre no fim que ambos já previam estar próximo e que de fato se realizou apenas dois dias depois de sua partida. De todos os seguidores do arcebispo, era o mais fervoroso adversário do rei Henrique II da Inglaterra e dos "costumes" reais, sempre pronto a admoestar o rei diretamente ou realizar perigosas missões na Inglaterra.

## Biografia de Thomas Becket
Depois do assassinato de Becket, Herberto parece ter vivido principalmente no continente e só teria volta à Inglaterra por volta de 1184; reclamou ter sido negligenciado, mas relata uma conversa amistosa com o próprio rei. Depois de 1189, Herberto desaparece do registro histórico.
A detalhada biografia de Becket tem valor histórico menor que a de Guilherme Fitzstephen. Ele compartilhada dos ideais de Thomas e foi testemunha ocular da maioria dos eventos de seu episcopado. Estava com ele, por exemplo, durante o tumultuado julgamento em Northampton. Por outro lado, só começou a escrever em 1184, muitos anos depois dos fatos, o que deu a Dom Albert L'Huillier motivos para duvidar o quão acuradas são as lembranças de Herberto.
Além da "Vida de São Thomas", escreveu um extenso "Liber Melorum" elogiando-o. Uma edição da "Vida" está contida no volume III da obra "Materials for the History of Thomas Becket" (Rolls Series) editada por James Craigie Robertson. Este volume traz ainda alguns trechos do "Liber Melorum".

## Cardinalato
Herberto teria sido criado cardeal-diácono no consistório de dezembro de 1178, com diaconia desconhecida. Depois, eleito arcebispo de Benevento em 1179, mas recusou a promoção. Não participou da eleição papal de 1181, na qual foi eleito o Papa Lúcio III, nem da eleição papal de 1185, na qual foi eleito o Papa Urbano III. Contudo, segundo Salvador Miranda, várias fontes negam, duvidam ou ignoram completamente a sua promoção ao cardinalato.

## Atribuição
- "Herbert of Bosham" na edição de 1913 da Enciclopédia Católica (em inglês).  Em domínio público.